# ウィリアム・ダドリー
ウィリアム・ダドリー（英語: William C. Dudley、1952年 - ）は、アメリカ合衆国のニューヨーク連邦準備銀行第10代総裁。連邦公開市場委員会の副委員長を務める。

## 学歴
マサチューセッツ州スプリングフィールド生まれ。1974年にニューカレッジ・オブ・フロリダで学士号、1982年にカリフォルニア大学バークレー校で博士号取得。

## 経歴
1986年から2007年までゴールドマン・サックスに勤務。10年間同社の米国担当チーフエコノミストを勤める。2007年にニューヨーク連邦準備銀行に入行。2009年1月27日、同行総裁に就任。Group of Thirty（G30）のメンバーでもある。